# Iphigenia boinensis
Iphigenia boinensis là một loài thực vật có hoa trong họ Colchicaceae. Loài này được H.Perrier miêu tả khoa học đầu tiên năm 1935.